# Kreis Sorau

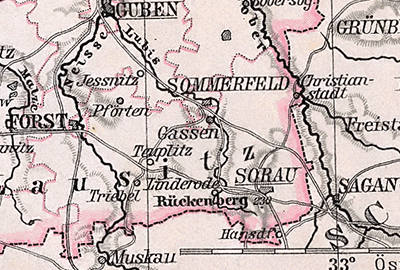
Das Kreisgebiet 1905

Der Kreis Sorau, zuletzt auch Kreis Sorau (Lausitz) genannt, war eine Verwaltungseinheit in der preußischen Provinz Brandenburg beiderseits der Lausitzer Neiße. Er bestand von 1816 bis 1946 und umfasste die Städte Christianstadt (Bober), Gassen, Pförten, Sorau und Triebel sowie in den 1930er Jahren 140 weitere Gemeinden und zwei Forst-Gutsbezirke.
Das Gebiet liegt heute größtenteils im Powiat Żarski der polnischen Woiwodschaft Lebus sowie zu einem kleinen Teil im Landkreis Spree-Neiße im Land Brandenburg.

## Verwaltungsgeschichte
Der Kreis Sorau wurde 1816 im Zuge einer umfassenden Verwaltungsreform in Preußen neu gebildet.
Er wurde aus dem bisherigen Gubener Kreis herausgelöst und umfasste die Herrschaften Sorau und Triebel sowie die Herrschaft Forst-Pförten. Dazu kamen einige Orte aus den Kreisen Spremberg, Cottbus, Krossen und Sagan. Der neue Kreis wurde dem Regierungsbezirk Frankfurt in der Provinz Brandenburg eingegliedert.
Am 1. April 1897 schied die Stadt Forst i./L. aus dem Kreis Sorau aus und bildete fortan einen eigenen Stadtkreis.
Zum 30. September 1928 fand im Kreis Sorau entsprechend der Entwicklung im übrigen Freistaat Preußen eine Gebietsreform statt, bei der fast alle Gutsbezirke aufgelöst und benachbarten Landgemeinden zugeteilt wurden. Die Kreisbezeichnung schwankte in der Folgezeit zwischen Sorau und Sorau (Nd. Lausitz), bis am 10. Oktober 1940 der Kreisname auf Sorau (Lausitz) festgesetzt wurde.
Im Frühjahr 1945 wurde das Kreisgebiet durch die Rote Armee besetzt. Das Territorium des Kreises östlich der Oder-Neiße-Linie wurde von der Sowjetunion nach Kriegsende unter die Verwaltung der Volksrepublik Polen gestellt. Daraufhin begann die allmähliche Zuwanderung polnischer Bevölkerung. Die deutschen Einwohner wurden in der Folgezeit von den örtlichen polnischen Verwaltungsbehörden vertrieben.
Der restliche Kreis, nun nur noch das Gebiet westlich der Neiße umfassend, bestand noch kurzzeitig fort, bis er mit Wirkung zum 1. April 1946 aufgelöst wurde. Sacro wurde Teil der kreisfreien Stadt Forst, während die übrigen Gemeinden auf die Landkreise Cottbus und Spremberg aufgeteilt wurden.

## Einwohnerentwicklung
| Jahr | Einwohner | Quelle |
| ---- | --------- | ------ |
| 1816 | 039.148   | [ 9 ]  |
| 1840 | 057.328   | [ 10 ] |
| 1871 | 086.189   | [ 11 ] |
| 1890 | 108.542   | [ 1 ]  |
| 1900 | 082.423   | [ 1 ]  |
| 1910 | 087.866   | [ 1 ]  |
| 1925 | 087.472   | [ 1 ]  |
| 1933 | 089.231   | [ 1 ]  |
| 1939 | 091.099   | [ 1 ]  |

## Landräte

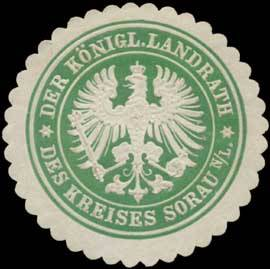
Landrat in Sorau – Siegelmarke

- 1817–1824 Karl Keck von Schwartzbach
- 1824–1840 Ludwig von Diederichs
- 1840–1888 Rudolf von Lessing
- 1888–1906 Erich Haenel von Cronenthal (1856–1906)
- 1906–1917 Joachim von Bredow (1872–1926)
- 1917–1934 Jobst von Schönfeldt (1883–1977)[12]
- 1934–1937 Martin Stumpf (1886–1974)
- 1937–1939 Rudolf Kriele (1900–1973)
- 1939–1943 Hans-Jürgen Scheringer († 1942)
- 1943–1944 Richard Sarrazin (interimistisch)
- 1944–1945 Werner Groß (kommissarisch)

## Kommunalverfassung
Mit Einführung des preußischen Gemeindeverfassungsgesetzes vom 15. Dezember 1933 sowie der Deutschen Gemeindeordnung vom 30. Januar 1935 wurde zum 1. April 1935 das Führerprinzip auf Gemeindeebene durchgesetzt. Eine neue Kreisverfassung wurde nicht mehr geschaffen; es galt weiterhin die Kreisordnung für die Provinzen Ost- und Westpreußen, Brandenburg, Pommern, Schlesien und Sachsen vom 19. März 1881.

## Verkehr
Im Kreis Sorau begann der Schienenverkehr im Jahr 1846 mit der Strecke Guben–Sommerfeld–Sorau–Kohlfurt der Niederschlesisch-Märkischen Eisenbahn-Gesellschaft (NME), die Berlin mit Breslau verband ›121.0 + 123.0‹.
Rund 25 Jahre später kamen weitere wichtige Ost-West-Verbindungen dazu: Die Märkisch-Posener Eisenbahn-Gesellschaft streifte ab 1870 nur den Norden des Kreises Guben mit dem Teilstück Guben–Rothenburg ›122.b‹. Mitten durch den Kreis Sorau führte ab 1871/72 die Strecke Forst–Sagan der Halle-Sorau-Gubener Eisenbahn bzw. der Niederschlesischen Zweigbahn-Gesellschaft ›153.0‹. Sie kreuzte mit der NME in der Kreisstadt, wo ein wichtiger Knotenpunkt entstand, der durch die direkte Verbindung der Preußischen Staatsbahn (KPStE) von Gassen nach Sagan ab 1875 umfahren werden konnte ›121.0‹.
Die KPStE ergänzte das Netz noch durch folgende Nebenbahnen:
1895/96: Sorau–Benau–Christianstadt und weiter
1904: nach Grünberg ›122.e‹,
1914: Sommerfeld–Crossen ›122.d‹
Zwei weitere Strecken wurden von der Lokalbahn Aktien-Gesellschaft München bzw. der von ihr gegründeten Lausitzer Eisenbahn-Gesellschaft gebaut und bis 1938 als Privatbahnen betrieben, nämlich
1895: Hansdorf–Priebus ›123.g‹ und
1897/98: Sommerfeld–Teuplitz–Muskau ›154.d‹
Die Zahlen in ›‹ beziehen sich auf das Deutsche Kursbuch 1929.

## Städte und Gemeinden

### Städte und Gemeinden östlich der Neiße
Die folgenden Städte und Gemeinden des Kreises Sorau lagen östlich der Neiße und kamen nach dem Zweiten Weltkrieg zu Polen, wo sie heute größtenteils zum Powiat Żarski in der Woiwodschaft Lebus gehören.
- Albrechtsdorf
- Altwasser
- Baudach
- Belkau
- Benau
- Bernsdorf
- Berthelsdorf
- Billendorf
- Brestau
- Brinsdorf
- Buchholz
- Buckoka
- Christianstadt am Bober, Stadt
- Datten
- Dolzig
- Drahthammer
- Drehne
- Droskau
- Eckartswalde
- Erlenholz
- Friedersdorf
- Gablenz
- Gassen, Stadt
- Gebersdorf
- Gersdorf
- Goldbach
- Grabig
- Grabow
- Groß Hennersdorf
- Groß Särchen
- Grünhölzel
- Guhlen
- Gurkau
- Guschau
- Haasel
- Helmsdorf
- Hermsdorf
- Hohen Jeser
- Jähnsdorf
- Jeschkendorf
- Jessen
- Jeßmenau
- Jocksdorf b. Triebel
- Jüritz
- Kalke
- Kemnitz
- Klein Hennersdorf
- Klein Petersdorf
- Klein Särchen
- Kohlo
- Königsdubrau
- Kotsemke
- Kriebau
- Krohle
- Kulm
- Kunzendorf
- Läsgen
- Laubnitz
- Legel
- Leipe
- Leuthen
- Liebsgen
- Liesegar
- Linderode
- Lohs
- Mallwitz
- Marienhain
- Marsdorf
- Matzdorf
- Meiersdorf
- Mildenau
- Muckrow
- Nablath
- Nieder Jeser
- Nieder Ullersdorf
- Niewerle
- Nißmenau
- Ober Ullersdorf
- Pförten, Stadt
- Pitschkau
- Pockuschel
- Reinswalde
- Rinkendorf
- Rodstock
- Sablath
- Scheuno
- Schniebinchen
- Schönaich
- Schönwalde
- Seifersdorf
- Sorau, Stadt
- Syrau
- Tauchel
- Teichdorf
- Teuplitz
- Thurno
- Tielitz
- Triebel, Stadt
- Tzschacksdorf b. Triebel
- Tzschecheln
- Tzscheeren
- Waltersdorf
- Wellersdorf
- Wiesenthal
- Witzen
- Zauchel
- Zedel
- Zeisdorf
- Zeschau
- Zilmsdorf
- Zukleba
- Zwippendorf

Im östlichen Teil des Kreises Sorau lagen außerdem die beiden gemeindefreien Forst-Gutsbezirke Christianstadt und Pförten Wald.

### Gemeinden westlich der Neiße
Die folgenden Gemeinden des Kreises Sorau lagen westlich der Neiße und damit nach dem Zweiten Weltkrieg in der SBZ. Das betreffende Gebiet gehört heute zum Landkreis Spree-Neiße.
- Adlig Dubrau
- Bohrau
- Briesnig
- Döbern
- Domsdorf
- Eulo
- Gosda II
- Groß Bademeusel
- Groß Jamno
- Groß Kölzig
- Groß Schacksdorf
- Jämlitz
- Jerischke
- Jethe
- Jocksdorf b. Forst
- Klein Bademeusel
- Klein Düben
- Klein Jamno
- Klein Kölzig
- Koyne
- Kromlau
- Mulknitz
- Naundorf
- Noßdorf
- Preschen
- Raden
- Sacro
- Simmersdorf
- Smarso
- Tschernitz
- Weißagk
- Zelz-Bahren
- Zschorno

### Namensänderungen
Im Zuge der Germanisierung ursprünglich sorbischer Ortsnamen veränderte die nationalsozialistische Reichsregierung 1937 die Schreibweise einiger Namen oder vergab gänzlich neue:
- Buckocka: Buchenberge
- Koyne: Keune
- Nablath: Nahberg
- Sablath: Raudenberg/Niederlausitz
- Tzschacksdorf: Schacksdorf
- Tzschecheln: Eichenrode
- Tzscheeren: Grünaue (Nieder Lausitz)
- Zschorno: Hirschwinkel
- Zukleba: Steinfelde (Nieder Lausitz)